# René Fonck
René Paul Fonck (Saulcy-sur-Meurthe, 27 marzo 1894 – Parigi, 18 giugno 1953) è stato un aviatore francese della prima guerra mondiale. Con 75 vittorie confermate, fu il migliore degli assi alleati.

## Biografia
All'inizio della prima guerra mondiale viene assegnato al corpo del genio e passa alcuni mesi scavando trincee, costruendo ponti e riparando strade. Entra in aviazione nel febbraio del 1915, inizialmente a Saint-Cyr, quindi a Le Crotoy. Comincia volando con i Caudron G.4, biposto da ricognizione, uno dei pochi bimotori in servizio all'epoca ed il 6 agosto 1916 abbatte il suo primo aereo (Rumpler C.III) senza sparare un colpo. Nel mese di agosto riceve la Médaille militaire. Volando con lo SPAD S.VII il 13 maggio 1917 diventa un Asso dell'aviazione ed alla fine dell'anno riceve la Legion d'onore. Passa poi allo SPAD S.XII ed ancora sullo SPAD S.XIII.
È stato il maggiore asso alleato: dichiara centoventisette abbattimenti, ma solo settantacinque confermati (sei in un solo giorno), detenendo inoltre il record di velocità di abbattimento con quattro aerei, abbattuti in dieci secondi. Per lui viene inventato il termine asso dell'aviazione.
Nel settembre del 1926, con un trimotore Sikorsky S-35, tenta di ottenere il premio Orteig, il premio di 25.000 dollari creato nel 1920 per il primo volo diretto fra New York e Parigi. Il progettista Igor Sikorsky avrebbe voluto eseguire ulteriori test, ma Fonck decise di partire rapidamente, temendo il peggioramento delle condizioni meteo: l'aereo, sovraccarico di circa 1800 kg (vi erano infatti imbarcati, oltre ai 4 membri d'equipaggio, vari oggetti quali un divano, un piccolo frigorifero e una radio) si schiantò al momento del decollo dalla pista del Roosevelt Field. Fonck ed il suo copilota si salvarono, ma il marconista e il meccanico di bordo morirono nell'incidente.
Fonck morì per cause naturali all'età di 59 anni.